# Aldo Di Biagio
Aldo Di Biagio (né le 23 décembre 1964 à Rome) est un homme politique italien, sénateur des Centristes pour l'Europe et ancien membre de Futur et liberté pour l'Italie.

## Biographie
Lors des élections générales italiennes de 2013, Aldo Di Biagio est élu dans la circonscription Europe, sur la liste Avec Monti pour l'Italie. Il avait été élu député en 2008 pour le Peuple de la liberté qu'il a quitté en 2010 pour FLI.
Il adhère au groupe Pour l'Italie.